# 孟仑三宝木
孟仑三宝木（学名：Trigonostemon lii）是大戟科三宝木属的植物，是中国的特有植物。分布在中国大陆的云南等地，见于疏林中，目前尚未由人工引种栽培。